# Liogenys sinuaticeps
Liogenys sinuaticeps är en skalbaggsart som beskrevs av Moser 1918. Liogenys sinuaticeps ingår i släktet Liogenys och familjen Melolonthidae. Inga underarter finns listade i Catalogue of Life.